# FaSinPat
FaSinPat, sigla de Fábrica Sin Patrones (Fábrica Sem Patrões), é uma fábrica de pisos de cerâmica localizada na cidade de Neuquén, Argentina.Encontra-se sob o controle de seus trabalhadores desde o começo do ano de 2002, logo após o fechamento de Cerâmica Zanon, que quebrou no final de 2001. É uma das fábricas que mais se destacam do movimento de empresas recuperadas da Argentina.

## Seu início: Cerâmica Zanón
A fábrica, anteriormente conhecida como Zanon, foi aberta no ano 1979 pelo empresário italiano Pedrito Zanon, também fundador do Italpark de Buenos Aires. A fábrica foi construída em terrenos públicos e com dinheiro proveniente de créditos, entre eles um estatal que nunca foi reembolsado. Na cerimônia inaugural, Luigi Zanon parabenizou o governo militar por «manter a Argentina segura para os investimentos».
A empresa se instalou em Neuquén, não apenas atraída pelo regime de promoção industrial, mas também por sua localização estratégica para realizar exportações através dos portos chilenos.
A fábrica viveu anos de esplendor durante os anos ´80 e ´90. Os subsídios mantiveram-se durante a presidência de Carlos Menem e do então governador de Neuquén, Jorge Sobisch.
A última grande aposta de Zanon foi a inauguração de uma linha de produção de porcelanato, uma cerâmica com estilo e de alta resistência. No entanto, a recessão econômica que afetava o país começou a ser sentida na indústria nacional.

## Crise de 2001
Durante os anos noventa, a empresa contou com a cumplicidade do sindicato e do Ministério de Trabalho para atuar sem maiores inconvenientes, no entanto, em 2000, produziu-se uma troca na dirigência do sindicato, que tornou-se mais combativo, conseguindo frear as demissões que Zanon planejava realizar. A empresa contestou, por sua vez, apresentando um recurso preventivo de crise no Ministério de Trabalho da Nação, um recurso legal para despedir mais pessoal que o permitido e mudar os contratos.
Nesse meio tempo, em julho de 2000, morreu o trabalhador Daniel Ferrás num acidente trabalhista, o que provocou a explosão das demandas operárias. Finalmente, o Ministério de Trabalho revogou o preventivo de crise, enquanto os dirigentes mais combativos se firmavam na condução do sindicato.
Em 2001, enquanto as vendas de Zanon despencavam, a empresa alegou ter problemas para pagar os salários a seus empregados, que começaram a receber com atrasos e em parcelas. Em plena crise econômica, a empresa deixou de pagar serviços e fornecedores. Mediante a ameaça de um iminente fechamento da fábrica, no dia 3 de outubro, os trabalhadores decidiram tomar o edifício impedindo a entrada dos gerentes, como uma tentativa desesperada por conservar sua fonte de trabalho. A Justiça ordenou, em quatro oportunidades, o despejo para que os representantes do concurso de credores pudessem realizar um inventário de bens, mas os trabalhadores resistiram à medida.
Em novembro de 2001, Zanon comunicou oficialmente o fechamento da fábrica e a demissão de seus 380 empregados. Pouco depois, a juíza da área trabalhista de Neuquén, Elizabeth Rivero de Taiana, declarou que a empresa tinha realizado um lock out patronal, dando razão a uma apresentação judicial impulsionada pela associação dos ceramistas contra Zanon. Além disso, a justiça determinou a apreensão de 40% do estoque para pagar salários.

## Controle operário: 2002
Ao princípio, a tomada não teve resistência por parte de Luigi Zanon. No entanto, em janeiro de 2002, o governo nacional abandonou a paridade de um para um entre o peso argentino e o dólar americano, decretando, além disso, a "pesificación" de todas as dívidas, isto é, a conversão das contas em dólares a pesos argentinos como modo oficial de câmbio. Como resultado desta mudança no ambiente econômico, a ex Zanon (rebatizada FaSinPat) voltou a ser um negócio rentável, de modo que Luigi Zanon tentou exigir a propriedade da fábrica.
O projeto de reativação apresentado por Zanon contemplava a utilização de 10% da capacidade das instalações e o emprego de 62 funcionários. Segundo a proposta, a produtividade e os demais postos de emprego se recuperariam gradualmente, mas a oferta foi recusada pela associação dos ceramistas.
Enquanto se resolvia o conflito judicial, os funcionários começaram a preparar a reativação da fábrica, que voltou a funcionar em março de 2002.
Inicialmente, a mercadoria era vendida diretamente na porta da fábrica, mas, com o tempo, os trabalhadores foram organizando uma rede de distribuição que lhes permitiu chegar a diferentes cidades do norte da Patagonia e da província da Pampa, ou aos principais centros de consumo interno, como Rosário, Córdoba ou Buenos Aires.
Em 8 de abril de 2003, a Gendarmería, principal força de segurança da República Argentina, tentou pela última vez o despejo dos trabalhadores, no entanto, o forte apoio de outros grupos sociais, sindicais, educativos e eclesiásticos dissuadiu as autoridades para suspender a operação.
Economicamente, FaSinPat tem sido um sucesso. Durante os quatro primeiros anos de operações, foram contratados mais de 170 novos trabalhadores, chegando a um total de 410 em abril de 2005. FaSinPat cultivou as relações com a comunidade vizinha. Ao princípio, a fábrica recuperada doou pisos a centros comunitários e ao hospital e organizou atividades culturais.
Em 2005, FaSinPat votou a favor de construir uma clínica de saúde comunitária no bairro pobre de Nova Espanha. Os habitantes de Nova Espanha solicitavam uma clínica ao governo da província há duas décadas; FaSinPat a construiu em três meses. O apoio da comunidade tem sido importantíssimo para proteger a fábrica das ameaças às quais é submetida.

## Apoio de artistas
Alguns artistas que reconheceram o esforço dos operários são:
- Attaque 77 —realizou um recital nas instalações—.
- A Renga —realizou três recitais nas instalações (2005, 2008 e 2011)—.
- Rata Branca —realizou um recital nas instalações (setembro do 2006)—.
- Bersuit Vergarabat
- Arbolito —realizou um recital nas instalações—.
- As Mãos de Filippi —realizou um recital nas instalações e compôs uma canção para a fábrica—.
- Ska-P —realizou um concerto o 30 de outubro de 2010 nas instalações—.[3]
- Divididos—prometeram dar um concerto no predio de fábrica durante o ano 2009—.
- Rage Against the Machine —convidou aos operários de Zanon para subir ao palco durante o show do 13 de outubro de 2010—.
- Manu Chao —convidou aos operários a subir ao palco durante um show em Neuquén em dezembro de 2009, além de se apresentar em 20 de novembro de 2011—.[4]
- Osamenta —esta banda de thrash metal compôs o tema Fabrica sin patrón para seu disco Subversivo de 2011. O refrão diz: «Isso foi Zanon, já foi o patrão. Hoje são FaSinPat... uma esperança!»—.
- No Relax —Joxemi e Micky realizaram uma intervenção no recital de Jauria nas instalações no décimo aniversário—.
- Dulevànd Fragile Rivolta (The story of FaSinPat), uma canção para os operários da fábrica (Frágil Revolta).

## FaSinPat: Filmes
No ano 2004, se estreia um documentário sobre a história de FaSinPat, chamado "Fasinpat, fábrica sem patrão". Foi produzido e dirigido pelo cineasta italiano Daniele Incalcaterra. O filme se posicionou em defesa dos trabalhadores, em contraste com o manejo midiático que, na Itália, tinha tentado respaldar Luigi Zanón e desacreditar a luta operária, a considerando uma espoliação ao capital de seu dono.
Obteve diversos reconhecimentos, alguns dos mais importantes são:
- Seleção argentina BAFICI 2005
- Primeiro prêmio FILMAKER Milano 2004
- Seleção Festival de Toulouse 2004
- Seleção Festival de Tandil 2004
- Seleção Festival du Réel Paris 2003
- Seleção Festival de Mar do Prata 2003

Em 2008, se estreou outro documentário sobre FaSinPlat, "Coração de Fábrica", dirigido por Ernesto Ardito e Virna Molina. O filme foi gravado durante 2005 e lançado em 2008, depois de dois anos de montagem. Há duas versões, uma original de 129’ e outra curta de 58’.Obteve 9 prêmios internacionais:
- Primeiro Prêmio Kodak ao Melhor Projeto Latino-americano. Festival Internacional de Cinema Contemporâneo da Cidade de México (FICCO-Cinemex) México 2009.
- Primeiro Prêmio ao Melhor Documentário. Concurso Internacional “Otras Miradas”, organizado pelo Conselho Latino-americano de Ciências Sociais (CLACSO) 2008.
- Prêmio Especial do Júri na Concorrência Internacional. Festival Internacional de Cinema Documentário da Cidade de México – DOCS DF – México, 2009.
- Prêmio Especial do Júri. Festival de Cinema Latino-americano da Cataluña, Espanha, 2009.
- Melhor Filme Documentário Iberoamericano. Festival Internacional de Cinema de Cancún, México, 2009.
- Melhor Longa-metragem Documentário. Festival Internacional de cinema comunitário e alternativo “Olho ao Sancocho”, Colômbia, 2008.
- Primeiro Prêmio “A descoberta de um jovem cinema argentino”. Festival A Sudestada, Paris, França, 2010.
- Ganhador da Bolsa Jan Vrijman Fund. Festival Internacional de Documentários de Amsterdã – IDFA.
- Ganhador da Bolsa Alter Cinè. Montreal – Canadá.